# 越前そば
越前おろしそば（えちぜんおろしそば）・越前そば（えちぜんそば）は、福井県嶺北地方で主に食される蕎麦。強力粉をつなぎとした蕎麦に、大根おろしが入った出汁ツユを蕎麦にかけたり（ぶっかけ・みぞれ）、大根のしぼり汁に生醤油や出汁をくわえたツユに蕎麦をつけて食べたる（しぼり・おしぼり）など、大根おろしを必ず利用することから「おろしそば」と呼ばれる。
福井のおろしそばの特徴は、大根を「薬味」ではなく「出汁」として利用していること。そのため蕎麦店では、大根を注文を受けてからすりおろしたり、辛味を調整するために使う部位をかえるなどのこだわりがある。
2007年12月、「越前おろしそば」が農山漁村の郷土料理百選の一つに選定された。

## 概要
越前そばは、福井県産の蕎麦の実を使うことが多く、蕎麦殻まで挽き込んだそば粉（挽きぐるみ）を用いるため、より風味が強く黒っぽい蕎麦で、麺が太めのものが多い。この蕎麦を強力粉をつなぎに茹で上げた冷水にさらす。蕎麦を盛りつける器は、なます皿や深鉢などに盛ってつゆをそばに直接かけたり、つけ汁にして食べる。一般的な蕎麦のように、冬季であってもつゆは冷たいものを用いることが多いが、大野市・勝山市の奥越地方では蕎麦だけを温めて食べていた風習があり、このエリアにある蕎麦店では今でもメニューに記載がなくても、頼めば提供してくれるお店も多い。
具には特徴的な辛味大根の大根おろしを使用するほか、刻みネギ、鰹節を使うことが多く、刻み海苔などをかけることもある。大根おろしを用いるのは、蕎麦つゆも醤油もない時代にそば切りを大根汁につけて食べたことを起源としており、当初は皿（さわち）に入れて食べられていた。
一般的なそばと異なり、強力粉をつなぎとした硬いそばのため、喉越しを楽しむそばでなく、噛んで食べるそばであるが、近年はつなぎを使わない十割蕎麦を提供するお店や、太麺と細麺の２種類を用意しているお店もあり、「越前おろしそば」といっても内容は多様化してきている。

## 呼称

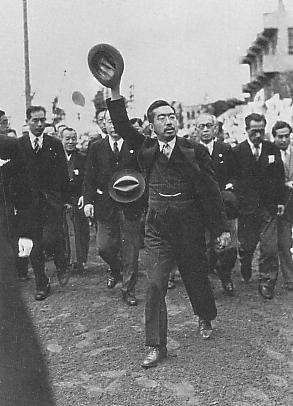
昭和天皇の戦後全国巡幸

「越前そば」の呼称が一般に使われ出したのは、戦後と言われている。昭和天皇が1947年（昭和22年）に来福した際、越前市（旧武生市）にある「うるしや」のそばを「越前の蕎麦」として気に入り、その後も折に触れて「越前の蕎麦」の話をしたことに由来し、以降「越前そば」と呼び習わされるようになったという逸話もある。「うるしや」のそばは中力粉を繋ぎにし、抹茶を練りこんだもりそばで、昭和天皇が現在の様な「おろしそば」を食べたという話は、後の創作。

## 歴史

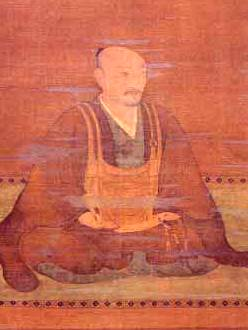
朝倉孝景（七代）

越前における蕎麦の始まりは越前朝倉氏7代当主の朝倉孝景が、異常気象や災害に伴う飢饉や戦時のための非常食として蕎麦の栽培を奨励したことと言われている。当時は麺ではなく、蕎麦がきなどにして食されていた。
江戸時代、福井藩初代藩主の結城秀康から三代目藩主の松平忠昌まで仕え、名家臣と諸国に名の知れた福井藩家老本多富正が、荒地でも栽培しやすい蕎麦の栽培を領民に奨励した記録が残る。さらに諸事に明るかった富正は、大根の摩りおろしを掛けた蕎麦をお抱えの医者や蕎麦打ちに作らせた。これが越前おろしそばの始まりの説の一つとされている。
この他に信濃守護職小笠原氏の支流松尾小笠原氏の小笠原貞信が元禄4年（1691年）に越前国勝山藩に移封された折、信濃より優れた蕎麦の種を持ち込み、それが越前全土に広まった、とする信州由来説もある。ただし、小笠原貞信は美濃の高木氏からの養子であり、松尾小笠原氏が信濃を領していたのは1590年以前である。また、この信州由来説の中には、松平忠昌は福井藩主になる前は信濃川中島藩主だったこともあり、越前の蕎麦の松平忠昌に関連付ける説もある。